# Родріго Руїс Сарате
Родріго Руїс Сарате (ісп. Rodrigo Ruiz Zárate, 14 квітня 1923, Гвадалахара — 5 травня 1999, там само) — мексиканський футболіст, що грав на позиції захисника, зокрема, за клуб «Гвадалахара», а також національну збірну Мексики.

## Клубна кар'єра
У футболі дебютував 1946 року виступами за команду клубу «Гвадалахара», кольори якої і захищав протягом усієї своєї кар'єри гравця. 

## Виступи за збірну
1947 року дебютував в офіційних матчах у складі національної збірної Мексики. Протягом кар'єри у національній команді провів у її формі 5 матчів, забивши 1 гол.
У складі збірної був учасником чемпіонату світу 1950 року у Бразилії, де зіграв з Бразилією (0-4) і з Югославією (1-4).
Помер 5 травня 1999 року на 77-му році життя.

## Титули і досягнення
- Переможець Чемпіонату НАФК: 1947